# 99e Coupe Grey
La 99e Coupe Grey est la finale du championnat de football canadien de l'année 2011, et s'est déroulée le 27 novembre 2011 dans la ville de Vancouver, en Colombie-Britannique, au Canada. Les Lions de la Colombie-Britannique, vainqueur de la Division Ouest, affrontent à domicile, au BC Place Stadium, les Blue Bombers de Winnipeg, vainqueur de la Division Est. C'est la seconde fois dans l'histoire du football canadien que ces deux équipes s'affrontent en finale, la première rencontre ayant eu lieu en 1988 lors de la 76e Coupe Grey.
La 99e Coupe Grey est diffusée à la télévision, sur TSN pour le Canada anglophone et sur RDS pour le Canada francophone.

## Sources
- (en) Cet article est partiellement ou en totalité issu de l’article de Wikipédia en anglais intitulé « 99th Grey Cup » (voir la liste des auteurs).